# Donna Haraway
Donna Haraway (Denver, Colorado, 6 de setembro de 1944) é uma filósofa e zoóloga estadunidense, professora emérita no Departamento de História da Consciência e no Departamento de Estudos Feministas na Universidade da Califórnia, em Santa Cruz, Estados Unidos da América. Ela é uma acadêmica reconhecida nas áreas de estudos da ciência e tecnologia, como  tecnociência,  primatologia, feminismo e estudos pós-coloniais. Foi descrita no início da década de 1990 como "feminista pós-moderna".
Haraway é autora de diversos livros e ensaios fundamentais que relacionam temas da ciência e do feminismo. Dois exemplos proeminentes são 1) "Manifesto Ciborgue: Ciência, tecnologia e feminismo-socialista no final do século XX" (1985), traduzido ao português no Brasil em 2009, em que ela redefine a figura do ciborgue para abordar um cenário de relação humano-máquina que questiona o discurso naturalista e suas relações com o capitalismo; e através dessa figura híbrida desfazer a oposição binária entre natural/vida e tecnológico/morte; e 2) "Saberes localizados: a questão da ciência para o feminismo e o privilégio da perspectiva parcial" (1988) traduzido ao português no Brasil em 2009, no qual a questão de lugar de fala e identidade é aplicada aos saberes científicos, questionando a premissa de neutralidade, objetividade e universalidade incondicional do discurso científico. Ambos textos ressaltados são capítulos do livro "Simians, Cyborgs and Women: The reinvention of nature" (1991), sem tradução integral ao português no Brasil.
Além disso, sobre suas contribuições na intersecção de informação sobre tecnologia e teoria feminista, Haraway é frequentemente citada em trabalhos relacionados a Interação Humano-Computador (Human-Computer Interaction - HCI). Os seus textos supracitados, "Saberes localizados" e "Manifesto Ciborgue", especialmente dispararam discussões com a comunidade IHC (HCI) considerando o posicionamento no qual as pesquisas são feitas e os sistemas são desenhados. Ela também é uma pesquisadora coordenadora na área de ecofeminismo contemporâneo, associado com movimentos pós-humanistas e neomaterialistas (New Materialism).
Sua produção acadêmica critica o antropocentrismo ao destacar a potência de autoorganização em processos não humanos e explora relações dissonantes entre estes processos e práticas culturais, repensando questões éticas. Haraway critica o Antropoceno porque normaliza a ideia do ser humano como uma espécie. No entanto, ela também reconhece a importância desta ideia, percebendo humanos como agentes estratégicos. Haraway prefere o termo Capitaloceno (Capitalocene) que define o imperativo inflexível do capitalismo para se expandir e crescer, mas ela não apoia a noção de destruição irreversível nem para o Antropoceno, nem para o Capitaloceno.
A recepção de seus textos é marcada pelo questionamento de um humanismo dominante na cultura ocidental e o estudo das relações entre humanos e não-humanos, de ciborgues a animais companheiros.
Em 2002 ela recebeu o Prêmio J.D. Bernal (John Desmond Bernal Prize), a maior honraria dada pela Sociedade de Estudos Sociais da Ciência, por contribuições vitalícias para o campo.

## Percurso
Haraway se formou em Zoologia e Filosofia no The Colorado College, onde recebeu uma bolsa de estudos da Fundação Boettcher. Ela também estudou em Paris sob uma bolsa Fulbright, e concluiu seu Ph.D. em Biologia na Universidade Yale em 1972 com uma dissertação intitulada "A Busca das Relações Organizadas: Um Paradigma Organismo na Biologia do Desenvolvimento do século XX", onde ela interligou os campos — e departamentos — Biologia, Filosofia e História da Ciência e Medicina. Ela começou sua carreira de professora de 1971 a 1974, no departamento de História Ciências e Estudos Femininos na Universidade do Havaí e na Universidade Johns Hopkins de 1974 a 1980, quando ela se juntou ao programa História da Consciência na Universidade de Santa Cruz da Califórnia. Desafiando a categorização departamental tradicionalmente definida, Donna Haraway possui associações associadas em Antropologia, Estudos Ambientais, Estudos Feministas e Cinema e Mídia Digital. Em seu trabalho ela explora os laços entre o universo técnico e popular e o tráfego espesso entre naturezas e culturas.
Em 1991, Haraway publicou Simians, cyborgs and women, uma compilação de dez ensaios escritos durante a década de 1980 entre os quais o Manifesto Ciborgue. No campo da relação entre humanos e outras espécies, publicou o livro Manifesto das espécies companheiras (Editora Bazar do Tempo, 2021), focado na defesa da noção "espécies companheiras" – em oposição aos "animais companheiros" – como resultado da reflexão sobre a interação que se estabelece entre humanos e muitos tipos de animais. Em 2015 ela escreveu seu grande ensaio Staying with the Trouble: Making Kin in the Chthulucene, ainda sem tradução para o português.

## Obras publicadas no Brasil

### Artigos em revistas
- Saberes localizados: a questão da ciência para o feminismo e o privilégio da perspectiva parcial (1995)[18]
- Gênero para um dicionário marxista: a política de uma palavra (2004)[19]

### Publicações em capítulos de livros
- Ciência, tecnologia e feminismo-socialista no final do século XX (2009)[20]
- Você é um ciborgue: Encontro com Donna Haraway (2009)[21]
- Companhias multiespécies nas naturezaculturas: uma conversa entre Donna Haraway e Sandra Azerêdo (2011)[22]
- O Manifesto das espécies companheiras: cães, pessoas e alteridade significante [fragmento] (2017)[23]

### Publicações de livros
- O Manifesto das espécies companheiras: Cachorros, pessoas e alteridade significativa (2021)[17]